# A Rose in the Wind
A Rose in the Wind è il secondo singolo estratto dall'album di Anggun Snow on the Sahara nel 1998. Esiste anche una versione francese della canzone, "La rose des vents", pubblicata nell'album Au Nom de la Lune del 1997, e una versione indonesiana "Kembali" nell'album Anggun, esclusivo per il mercato dell'Indonesia e della Malaysia. La canzone è stata una delle tracce sonore della NBA negli Stati Uniti; inoltre ha raggiunto la Top 20 in molte classifiche dell'Europa e dell'Asia.

## Lista tracce
1. "A Rose in the Wind"
2. "Kembali"
3. "La rose des vents"

## Classifiche
| Paese (1999) | Posizione raggiunta |
| ------------ | ------------------- |
| Italia       | 17                  |

### La Rose Des Vents
| Paese (1998) | Posizione raggiunta |
| ------------ | ------------------- |
| Francia      | 49                  |